# Chad Pennington
James Chadwick "Chad" Pennington (født 26. juni 1976 i Knoxville, Tennessee, USA) er en tidligere amerikansk footballspiller, der spillede i NFL som quarterback. Pennington kom ind i ligaen i år 2000, og tilbragte sine første otte sæsoner hos New York Jets. Efter at Jets i 2008 skrev kontrakt med stjerne-quarterbacken Brett Favre valgte Pennington dog at forlade klubben, og skiftede i stedet til Miami Dolphins, hvor han spillede frem til 2010.

## Klubber
- 2000-2007: New York Jets
- 2008-2010: Miami Dolphins